# À mon seul désir
Pour plus de détails, voir Fiche technique et Distribution.
À mon seul désir est un film français réalisé par Lucie Borleteau et sorti en 2023.

## Synopsis
Manon est étudiante à Paris, ne supporte plus la colocation et est dans une situation financièrement très précaire. De plus elle est en rupture de thèse, ce dont on finira par connaître la triste raison. Un jour par curiosité, elle pousse la porte de la boîte de striptease À mon seul désir et demande à pouvoir faire un essai. Elle découvre un univers qui lui était jusqu'ici inconnu. La novice, qui y prend le pseudonyme d’Aurore, se lie d’amitié puis d’amour avec la très professionnelle et enjouée Mia. Les filles du club développent de la complicité face aux spectateurs : elles échangent les moqueries sur les lourdingues et les béguins qu’elles éprouvent pour les beaux gosses ou les vulnérables. Dans ce parcours interrogeant la libération des corps, le regard masculin ou le sexe tarifé, Manon explore une aventure sans lendemain avec le timide « Afflelou », un trio avec le gentil copain de Mia, qui se révélera tyrannique en comprenant la passion unissant Mia et Manon, un travail d’escort girl en duo avec Élody et ses dangers, avant de fuir son amour impossible au Japon, « pays où Mia n’existe pas ». Entre-temps, elle aura attiré au cabaret « l’acteur connu » fantasme de Mia qui, subjugué, lui offre un rôle grâce auquel elle commence une carrière qui s'annonce brillante. Rêve ou réalité, la scène finale les réunit pour le départ à la retraite de Pablo, le gérant du club, qui y retrouve son amour perdu.

## Fiche technique
Sauf indication contraire, les informations mentionnées dans cette section peuvent être confirmées par les bases de données cinématographiques IMDb et Allociné,  présentes dans la section « Liens externes ».
- Titre original : À mon seul désir
- Réalisation : Lucie Borleteau
- Scénario : Lucie Borleteau, Clara Bourreau et Laure Giappiconi
- Musique : Pierre Desprats et Rebeka Warrior
- Décors : Aurélien Maillé
- Costumes : Alexia Crisp-Jones
- Photographie : Alexis Kavyrchine
- Montage : Clémence David
- Son : Marvin Lormel
- Production : Marine Arrighi de Casanova
- Société de production : Apsara Films
- Société de distribution : Pyramide Distribution
- Pays de production :  France
- Langue originale : français
- Format : couleur — 2,35:1
- Genre : drame romantique
- Durée : 117 minutes
- Dates de sortie :
  - France : 12 décembre 2022 (Les Arcs) ; 5 avril 2023 (sortie nationale)

## Distribution
- Zita Hanrot : Mia
- Louise Chevillotte : Aurore/Manon
- Laure Giappiconi : Elody
- Pedro Casablanc : Pablo
- Sieme Miladi : Savannah
- Yuliya Abiss : Sati
- Tokou Bogui : Candy
- Céline Fuhrer : Vergine
- Sipan Mouradian : Afflelou
- Thimotée Robart : Benjamin
- Melvil Poupaud : l'acteur connu
- Yasin Houicha : le garçon à l'enterrement vie de garçon 1
- Raphaël Quenard : le garçon à l'enterrement vie de garçon 2
- Andranic Manet :  le colocataire amoureux
- Alexia Chardard : la colocataire
- Raphaël Cohen : le colocataire grivois
- Mar Sodupe : la strip-teaseuse amoureuse
- Antoine Barraud : le client pédophile
- Frederick Wiseman : le client du printemps
- Félix Maritaud : le client à la valise
- Xavier Maly : le premier client à l'hôtel
- Sébastien Bailly : le client bavard
- Stéphane Batut : le client gare de l'Est

## Accueil critique
- Pour Olivia Cooper-Hadjian (Cahiers du cinéma), le film « peine à figurer la vivacité du désir et des sentiments » et « trouve son point de jouissance dans des jeux de masques où des femmes révèlent plusieurs facettes d'elles-mêmes et prennent le risque de se réinventer »[1].
- Sandra Onana (Libération) estime que la cinéaste, « avec cette histoire d'étudiante qui s'épanouit au cabaret érotique [...] aspire à une certaine fraîcheur mais n'apporte rien de surprenant »[2].
- Le film reçoit le prix du jury jeune Pass Culture à l'occasion de la treizième édition du festival de cinéma queer Écrans Mixtes qui se déroule à Lyon en mars 2023[source secondaire nécessaire].